# كريستوفر كابالدون
كريستوفر ل. كابالدون (بالإنجليزية: Christopher L. Cabaldon)‏ (من مواليد 12 نوفمبر 1965) سياسي فلبيني-أمريكي من ولاية كاليفورنيا شغل منصب رئيس بلدية ويست ساكرمينتو. وهو صاحب أطول فترة منصب كرئيس بلدية في تاريخ المدينة. كما يمثل ولاية كاليفورنيا في «اللجنة الغربية المشتركة بين الولايات للتعليم العالي». وهو عضو في الحزب الديمقراطي الأمريكي، ونائب رئيس المؤتمر الوطني لرؤساء البلديات الديمقراطيين، ورئيس لجنة الوظائف والتعليم والقوى العاملة في المؤتمر الأمريكي لرؤساء البلديات.
كابالدون مثلي الجنس علنا.

## النشأة
تم التسجيل بصفته تلميذًا مؤسسًا «في مركز الدراسات الغنية»، وهي أول «مدرسة ماغنت» في لوس أنجلوس وأحد مكونات برنامج التكامل الطوعي للمنطقة التي تم تأسيسها بعد صدور حكم قضائي عن الفصل العنصري. انخرط كريستوفر كابالدون في السياسة لأول مرة كطالب في الصف السابع كمتحدث في المؤتمرات وفي المقابلات الإعلامية حول موضوع إلغاء الفصل العنصري. وأصبح رئيس الهيئة الطلابية في المدرسة.
حصل كابالدون على درجة بكالوريوس العلوم في الاقتصاد البيئي من جامعة كاليفورنيا (بيركلي) حيث كان نائب رئيس الهيئة الطلابية. حصل على درجة الماجستير في السياسة العامة والإدارة من جامعة ولاية كاليفورنيا (ساكرامنتو) في صفها التأسيسي، حيث قام بالتدريس لاحقًا كعضو هيئة تدريس مساعد وحصل على «جائزة الخدمة المتميزة» للمؤسسة ثم تم تعيينه لاحقًا كعضو هيئة تدريس ثابت إلى واحد من الكراسي الأولى للجامعة.

## مهنة التعليم
بدأ كابالدون العمل في الحكومة بصفته مستشارًا رئيسيًا ومديرًا للموظفين في سن 24 في لجنة التعليم العالي التابعة لجمعية ولاية كاليفورنيا ثم رئيسًا للموظفين في رئاسة لجنة التخصيصات. بدأ حياته المهنية كمدير تشريعي لجمعية طلاب جامعة كاليفورنيا، قبل أن يعمل في لجنة التعليم العالي التشريعية التي يرأسها توم هايدن ومارغريت آرتشي-هدسون (التي خلفت ماكسين ووترز في الجمعية وشغل لاحقًا منصب رئيس كلية تالاديغا).
كان كابالدون من 1997 إلى 2003 نائب رئيس «نظام كليات المجتمع بكاليفورنيا«، حيث كان مسؤولًا تنفيذيًا عن السياسة والتخطيط والاستراتيجية والبحوث وأنظمة المعلومات والبيانات والعلاقات الحكومية والشؤون العامة والمبادرات الأخرى لنظام 110 كليات. ثم تولى منصب الرئيس التنفيذي لمنظمة «إدفويس»، وهي منظمة تعليمية غير ربحية أسسها ويرأسها ريد هاستينغز. شغل لاحقًا منصب رئيس تحالف التعلم المرتبط، ومسؤول برنامج لصندوق سياسة التعليم في كاليفورنيا ومديرا مشاركا لمعهد تعليم الموظفين التشريعيين في كاليفورنيا.
عين حاكم ولاية كاليفورنيا جيري براون كابالدون كممثل للولاية في اللجنة الغربية المشتركة بين الولايات للتعليم العالي، مع تأكيد تعيينه بالإجماع من مجلس شيوخ ولاية كاليفورنيا في عام 2011 ومرة أخرى في عامي 2014 و 2018. كابالدون هو رئيس لجنة السياسات والبحوث التابعة للمفوضية. قام في عام 2019 بتسهيل مراجعة الحاكم لخطة كاليفورنيا الرئيسية للتعليم العالي.
عُيِن كابالدون في عام 2019 في هيئة التدريس في جامعة ولاية كاليفورنيا ساكرامنتو كأستاذ السياسة العامة والإدارة. عمل كابالدون كرئيس لبرنامج الأمريكيين الآسيويين والمحيط الهادئ في التعليم العالي، وكمدير لجمعية خريجي كال ومؤسسة كليات المجتمع بكاليفورنيا وجامعة كاليفورنيا، وكلية ديفيس للتعليم، وإدسورس.
عين الرئيس الأمريكي باراك أوباما في عام 2015 كابالدون في المجلس الاستشاري الوطني ، برئاسة جيل بايدن، من أجل خطة «وعد كليات أمريكا» (بالإنجليزية: America's College Promise)‏.

### رئيس بلدية ويست ساكرامينتو
أصبح كابالدون رئيس بلدية ويست ساكرامينتو في عام 1998 وخدم بهذه الصفة لجميع السنوات ال22 اللاحقة باستثناء عامين. كان رئيس بلدية المدينة لفترة أطول من جميع رؤساء البلديات الآخرين مجتمعين. ذكرت صحيفة ساكرامنتو بي في ختام ولايته الأخيرة أن «السمة المميزة لفترة كابالدون في رئاسة بلدية غرب ساكرامنتو كانت وقت التعاون والإلهام».
كان كابالدون رئيسًا للجنة الوظائف والتعليم والقوى العاملة في مؤتمر الولايات المتحدة لرؤساء البلديات، حيث تم انتخابه لمجلس الإدارة في يونيو 2011 ثم كوصي في عام 2019. وقد قاد ويست ساكرامينتو لتكون واحدة من أوائل المدن الصغيرة/المدن المتوسطة في الولاية لربط جميع الأطفال بمرحلة ما قبل المدرسة عالية الجودة، والفوز بجائزة «أفضل مدينة صغيرة للعيش في أمريكا» من منظمة رؤساء البلديات. انضم إلى شبكة من عشرات المدن في مبادرة الشارة الرقمية التي تم إطلاقها في مهرجان ساوث باي ساوث واست التعليمي لدعم التعلم والمهارات والاعتمادات الصغيرة خارج الفصل الدراسي للمراهقين المحليين. أصبح هذا العمل نموذجًا وطنيًا. بناءً على مبادرات ما قبل المدرسة والشارات الرقمية، أطلق كابالدون «ويست ساكرامينتو هاوم ران»، مضيفًا حسابات ادخار جامعية لرياض الأطفال، كلية مجتمع خالية من الرسوم الدراسية لجميع كبار السن في المدارس العامة المتخرجين ومنحة قادمة. جعل كابالدون في عام 2020 غرب ساكرامنتو أول مدينة في البلاد ترسل خطاب قبول جامعي وعرض منحة دراسية لكل طالب ثانوي متخرج. يُعرف سباق ويست ساكرامينتو هاوم ران على نطاق واسع بأنه أحد المبادرات الأكثر ابتكارًا وشمولية في البلاد لتحسين التحصيل التعليمي والفرص الاقتصادية.
ذكرت مجلة غافرنينغ أن «نهج كابالدون للقيادة يعني أن غرب ساكرامنتو غالبًا ما يكون في طليعة مفاجئة لسياسة البلدية والتجريب. وعندما يتحدث عادةً ما ينتبه أقرانه في المدينة الكبيرة. عندما ترى يده ترتفع توم كوكران، المدير التنفيذي لمؤتمر رؤساء البلديات بالولايات المتحدة «تخلع عن جهازك، وتخرج من البحث على غوغل وتستمع». كانت مبادراته من أجل «إصلاح الطرق والمسارات وتقليل التشرد وخلق مسارات تعليمية ووظيفية جديدة للسكان و - في نهاية المطاف - بناء مكان يمكن للناس أن يعيشوا فيه» وفقًا لموقع ‹ستايتسكوب› «مشاريع غير مألوفة ومبتكرة وطموحة لحكومة مدينة - خاصة لبلدية تضم 50,000 شخص فقط».
كتب كابالدون في يونيو 2007 قرارًا لمؤتمر رؤساء البلديات في الولايات المتحدة يدعم «قانون إنصاف المحاربين القدامى الفلبينيين» والذي تم تمريره بالإجماع في المؤتمر السنوي. دفع في يونيو 2009 من خلال القرار الأكثر شمولاً بشأن الحقوق المدنية للمثليين لأي منظمة وطنية منتخبة، قرار مؤتمر رؤساء البلديات في الولايات المتحدة رقم 46 2008 الذي فاز بدعم المساواة في الزواج (زواج المثليين) وجرائم الكراهية وعدم التمييز في العمل وإلغاء سياسة «لا تسأل، لا تقل». نشر كعضو في رؤساء البلديات من أجل حرية الزواج (بالإنجليزية: Mayprs for the Freedom to Marry)‏ مع رئيسة بلدية بالتيمور ستيفاني رولينغز-بليك ورئيس بلدية سان أنطونيو خوليان كاسترو عمودًا بعنوان «زواج المثليين مسألة عدالة» في صحيفة يو إس إيه توداي في يناير 2013. تم تعيين كابالدون في عام 2019 رئيسًا لتحالف رؤساء البلدية المثليين (بالإنجليزية: LGBTQ Mayors Alliance)‏. وهو عضو في «تحالف رؤساء البلديات ضد الأسلحة غير القانونية» وموقع على اتفاقية حماية المناخ لرؤساء البلديات بالولايات المتحدة. كان كابالدون نائب رئيس المؤتمر الوطني لرؤساء البلديات الديمقراطيين. وكان مؤسس ورئيس مجلس إدارة مشروع قيادة الشباب في منطقة آسيا والمحيط الهادئ، وعضو مؤسس ورئيس كل من تجمع جزر آسيا والمحيط الهادئ، وتجمع المسؤولين المحليين المثليين (بالإنجليزية: LGBT Local Officials Caucus)‏ في رابطة مدن كاليفورنيا، وعضوا مؤسسا في «كابيتول يونيتي كاونسل» وهي مجموعة تم إنشاؤها للقضاء على عنف جرائم الكراهية.
قاد كابالدون كرئيس لمجلس حكومات منطقة سكرامنتو «مخطط المستقبل» التاريخي في المنطقة والذي فاز تحت قيادته بجوائز مرموقة من وكالة حماية البيئة الأمريكية واثنين من المحافظين ومجموعة متنوعة من المؤسسات الوطنية والولائية والإقليمية والمدنية والمؤسسات التجارية والبيئية لتخطيط استخدام الأراضي واستراتيجيات النمو الذكية.
وعمل في مجموعة من اللجان الحكومية والإقليمية بما في ذلك تعيينه من قبل رئيس الجمعية في «لجنة الإقليمية»، ورئيس «مجلس مقاطعة يولو الصحي»، وعضو «لجنة الشريط الأزرق لمبادرة الحاكم لتغيير مسار المدارس الفاشلة»، تم تعيينه من قبل حاكم ولاية كاليفورنيا غراي ديفيس في مجلس مراقبة جودة المياه الإقليمي لوسط الوادي، وعضوًا في لجنة حماية دلتا ساكرامنتو - سان خواكين. كان رئيسًا ل«جمعية براونفيلدز الوطنية» (كاليفورنيا) ورئيسًا ل«منطقة النقل بمقاطعة يولو»، ورئيس «مجلس مقاطعة يولو الصحي»، ومديرًا ل«مركز غريت فالي».
شارك كابالدون جنبًا إلى جنب مع عضو مجلس الشيوخ عن ولاية جورجيا إيلينا بارنت في رئاسة مجموعة عمل سياسة التعليم «نيوديل» المكونة من صانعي السياسات بالولاية والمحليين من جميع أنحاء البلاد. نشر الرئيسان المشاركان عمودًا في صحيفة «دستور أتلانتا جورنال» «الوصول إلى الإنترنت حق لكل طالب» في عام 2020.
بعد ترك منصبه كرئيس بلدية غرب ساكرامنتو، انضم كابالدون إلى «مجلس بلدية مؤسسة إوينغ ماريون كوفمان» و«مجلس رؤساء بلدية مؤسسة دريبر ريتشاردز كابلان» لتعزيز الاستثمار الخيري في ريادة الأعمال والابتكار والتأثير الاجتماعي.

## الانتخابات
تم اختيار كابالدون رئيس بلدية ويست ساكرامنتو من قبل أعضاء المجلس في نوفمبر 1998، بعد انتخابه لأول مرة في المجلس البلدي للمدينة في عام 1996. اختاره المجلس لثلاث فترات أخرى لمدة عام كرئيس للبلدية. فاز في عام 2004 بأول انتخابات مباشرة لرئاسة بلدية ويست ساكرامنتو. أعيد انتخابه رئيسًا للبلدية من قبل الناخبين في 2006 و 2008 و 2010 ولم يكن له منافس في الانتخابات العامة في نوفمبر 2012، وأعيد انتخابه بنسبة 84.3% من الأصوات في الانتخابات العامة 2014، ودون أي منافس في الانتخابات العامة 2016، وأعيد انتخابه في عام 2018. ولكنه هُزم في عام 2020 من قبل عضو مجلس المدينة مارثا غيريرو.
كان مرشحًا لمقعد المقاطعة الثامن في جمعية ولاية كاليفورنيا في عام 2008، وخسر الانتخابات التمهيدية بثلاث نقاط مئوية لمشرفة مقاطعة يولو ماريكو يامادا.
عمل كابالدون كرئيس مشارك في كاليفورنيا لحملة بيت بوتجيج الرئاسية. جنبا إلى جنب مع نان وايلي رئيسة بلدية دايتون، أوهايو وستيف أدلر رئيس بلدية أوستن، تكساس، وقام بتقديم بوتيجيج عند إطلاق الحملة الرئاسية في عام 2019 في ساوث بيند، إنديانا.

## الحياة الشخصية
عرضت شبكة لوغو تي في كابالدون في حلقة عام 2006 من سلسلة قصص الإفصاح عن الميول المثلية (بالإنجليزية: Coming Out Stories)‏ عندما أعلن عن مثليته الجنسية في خطابه السنوي عن حالة المدينة.
تحكي قصة متعمقة على غلاف «مجلة كومستوك» بعنوان «وراء الأبواب المغلقة» قصة وفاة والدة كابالدون عندما كان طفلاً صغيرًا والعملية المستمرة للتأقلم والمثابرة وإيجاد المعنى والهدف بعد خسارتها.